# Aurore (Disney)
Pour les articles homonymes, voir Aurore.
La princesse Aurore est un personnage de fiction inspiré par le personnage du conte La Belle au bois dormant de Charles Perrault et des frères Grimm et qui est apparu pour la première fois dans le long métrage d'animation La Belle au bois dormant, en 1959. Elle fait partie de la franchise Disney Princess.

## Description
La princesse Aurore est la fille unique du roi Stéphane et de la reine Oriane. Elle est présentée comme une jeune femme aimable, douce, timide et assez naïve, qui aime les animaux. Parmi les traits de personnalités les plus mis en avant, sa passion pour l’amour et le romantisme prédomine.
Lors de la fête organisée en son honneur, les trois bonnes fées se penchent sur son berceau et lui font don de la grâce, de beauté, et d'une belle voix. Maléfique elle-même la décrit dans le film : « Certes je l'admets, elle est d'une rare beauté.
Ses cheveux sont blonds comme les blés, ses lèvres du plus éclatant des roses, hélas désormais elle repose. »
Le prénom « Aurore » vient du conte de Perrault, qui nomme ainsi la fille de « la princesse ». C'est Tchaïkovski qui transfère ce prénom de la fille à la mère en nommant la princesse « Aurore », dans son ballet de 1890. Walt Disney fera de même après lui, la Aurore originale étant complètement absente de la version animée.
Dans le film, « Rose » est le pseudonyme donné à Aurore pour la cacher à Maléfique, mais c'est aussi son nom dans la version allemande de l'histoire. En revanche, dans la première version française du film, elle se nomme Églantine, ce qui correspond à la traduction exacte de l'anglais Briar Rose. Dans certaines traductions anglophones, elle est nommée Rosamond ou Rosamund.

### Apparence
La première apparition d’Aurore adulte se fait dans une robe paysanne composée d’un chemisier, d’un bustier noir et d’une jupe longue brune. Un simple bandeau noir attache ses longs cheveux blonds.
Pour fêter ses 16 ans, les trois bonnes fées-marraines, Flora, Pâquerette et Pimprenelle, lui confectionnent entre autres une robe de princesse de bal, qui lui servira pour son retour à la cour en tant que princesse. Flora et Pimprenelle se disputent alors la couleur de la robe de bal de la princesse Aurore qu'elles changent du rose au bleu à coups de baguettes magiques. Une bataille similaire est reprise en scène finale, lorsqu'elle danse avec le prince Philippe.
La princesse Aurore est représentée dans les affiches et produits dérivés plus souvent avec une robe de princesse de bal rose (celle prévue à l'origine par Flora) et une tiare dorée.

### Développement du personnage
Le personnage original d'Aurore fut travaillé par Tom Oreb, qui modela la jeune fille en s'inspirant de l'élégance et de la taille fine de l'actrice Audrey Hepburn. L'animateur principal du personnage Marc Davis travailla avec Oreb sur l'intégration de la princesse dans le style graphique des décors. La princesse Aurore est le personnage central du film et remplit trois principales fonctions : être l'objet d'une malédiction, tomber amoureuse du Prince Philippe et se piquer le doigt au fuseau d'un rouet pour s'endormir. Le personnage n'a aucune amplitude d'actions sur ces trois caractéristiques. Elle est effectivement plus passive, et son destin est soumis à d'autres volontés que la sienne propre, à commencer par le roi et la reine qui la confient à ses trois marraines qui s'avèrent être les trois bonnes fées qui l'ont lotie des plus grandes qualités dignes d'une princesse. Elle est ensuite maintenue dans l'ignorance de son identité, attendant l'amour et ne se posant aucune question sur son destin.
Marc Davis a aussi animé Cendrillon et Cruella d'Enfer.
Comme ce fut le cas pour d'autres films d'animations, Walt Disney fit jouer les scènes par une vraie actrice pour rendre l'animation la plus réaliste possible. L'actrice Helene Stanley avait servi de modèle vivant pour Cendrillon avant d'être celui d'Aurore, puis pour Anita dans Les 101 Dalmatiens (1961), donnant à ses trois personnages une certaine ressemblance. C'est la comédienne et cantatrice Mary Costa qui donne sa voix à Aurore.
Le personnage est physiquement plus mature que Blanche-Neige, « plus belle mais moins mignonne » selon Bob Thomas, et possède la même aptitude à communiquer avec les animaux. Graphiquement, Marc Davis a indiqué dans une interview avec A Eisen qu'Aurore a été conçue « en deux dimensions plus qu'aucun autre personnage, […] une étape d'un certain type de films que [le studio] ne fera plus ».

## Interprètes
- Voix originale : Mary Costa
- Voix espagnoles latino-américaines : Estrellita Díaz et Lupita Pérez Arias (chant version 1959), Laura Ayala et Brenda Ruiz (chant version 2001)
- Voix françaises : 1er doublage : Irène Valois et Huguette Boulangeot (chant), 2e doublage : Jeanine Forney et Danielle Licari (chant), Suite de 2007 : Laura Préjean et Brenda Hervé (chant)
- Voix italienne : Maria Pia Di Meo et Tina Centi (chant)
- Voix suédoise : Birgitta Larsson (version 1981)
- Voix allemande: Maria Milde

## Chansons interprétées par Aurore
- Je voudrais ou Le Monde (I Wonder)
- J'en ai rêvé ou C'était vous (Once Upon a Dream) avec le prince Philippe

## Adaptation et réutilisation

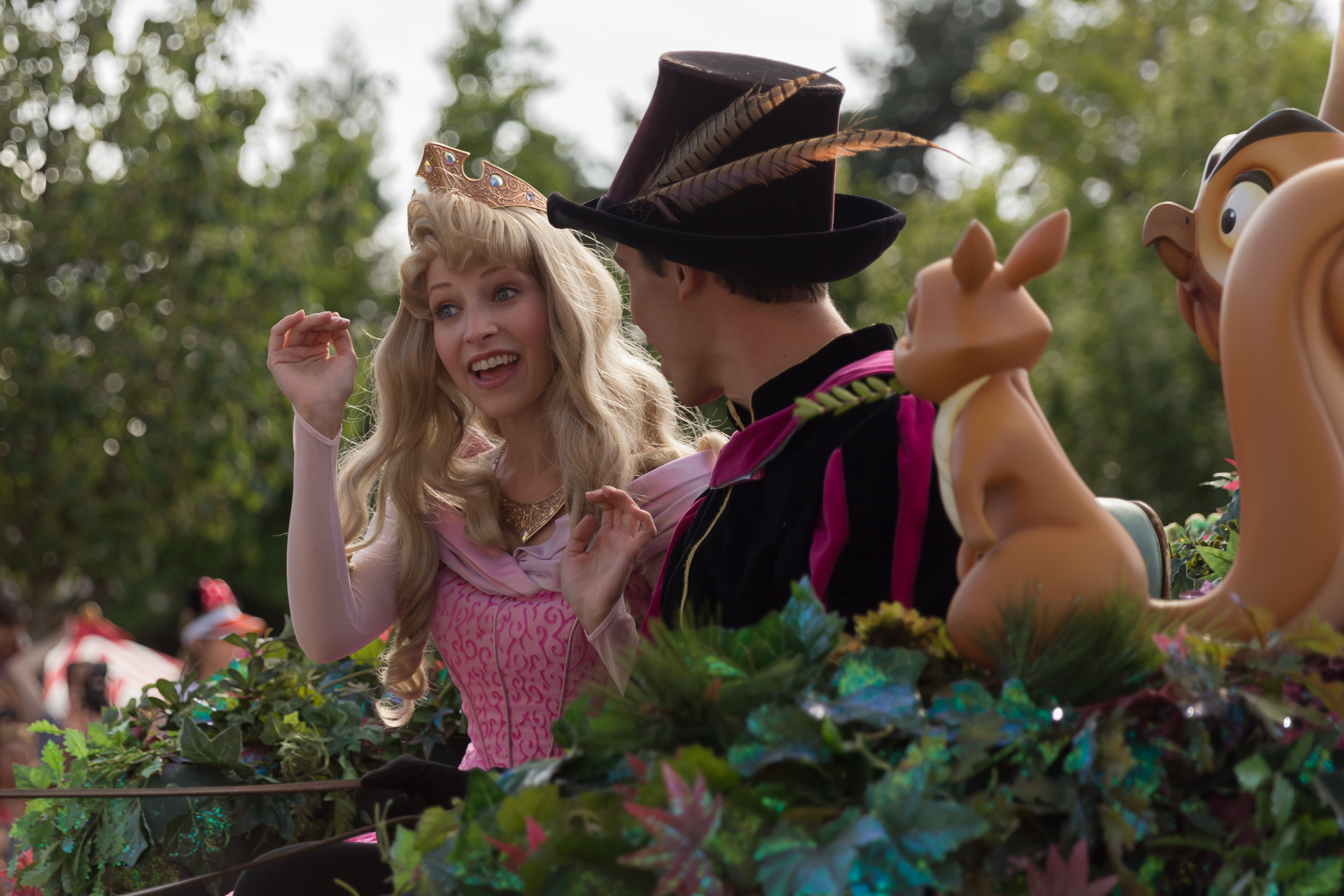
Aurore, princesse de La Belle au bois dormant en compagnie de son prince lors de la Disney Magic On Parade à Disneyland Paris.

Aurore apparait dans plusieurs épisodes de la série télévisée Once Upon a Time, une production ABC Studios filiale télévisée de Disney, où elle est interprétée par Sarah Bolger. Dans la série, elle est châtain foncé et porte une robe mauve (en peinture, le mélange du rose et du bleu donne cette couleur).
Elle est l'un des personnages principaux du film Maléfique, sorti en 2014, où elle est interprétée par Elle Fanning. Angelina Jolie joue quant à elle Maléfique.
Aurore est citée dans le téléfilm Descendants, sorti en 2015. Dans ce téléfilm, censé prendre place après les événements de La Belle au bois dormant et qui met en scène les enfants de plusieurs héros et méchants de l'univers Disney, apparait Maléfique ou encore la mère d'Aurore, la Reine Léah. On y apprend aussi que Aurore et le Prince Philippe ont eu une fille, la Princesse Audrey interprétée par Sarah Jeffery.

## Attractions
Le célèbre château de la princesse Aurore est utilisé dans les parcs de Disneyland, Disneyland Paris et Hong Kong Disneyland comme icône de la zone Fantasyland. Les visiteurs peuvent les visiter et découvrir l'histoire du film à travers différents éléments (vitraux, sculptures, dioramas).